# Snazzy
『Snazzy』（スナジー）は、鈴木雅之18枚目のアルバム。2024年3月27日にソニー・ミュージックレーベルズからリリースされた。

## 解説
『SOUL NAVIGATION』以来約11ケ月半ぶりとなるアルバムである。歌を丁寧に届け続けるとの思いを胸に歩み続ける鈴木雅之にとって到達点呼べる全9トラック。作家陣は、松本孝弘（B'z）、GReeeeN、水野良樹（いきものがかり/HIROBA）、Billyrrom、つのだ☆ひろ、石崎ひゅーい、等が手掛けている。世代を超えたミュージック・クリエイター達が集合した。
アルバムタイトルの「Snazzy」は"粋"を意味し、1930年代に流行った"しゃれた"、"エレガントな"という意味のスラングである。
4月27日から本作を引っ提げての全国ツアー『masayuki suzuki taste of martini tour 2024 〜Step123 season2 "Snazzy"』が開催された。

## 収録曲

### Disc1：CD
1. Hey you?, Hey sup?
  - 作詞・作曲：鈴木雅之　編曲：大坪稔明
2. Ultra Snazzy Blues
  - 作詞 GReeeN・鈴木雅之、作曲：松本孝弘　編曲：松本孝弘、Yukihide"YT"Takiyama

松本がソロ活動でブルースアルバムを作っていたのに鈴木が関心を持ち、鈴木側から依頼し松本との共作が実現した。ロサンゼルスにいる松本とやりとりをしながら曲を構築して制作。GReeeeNが作詞に参加しているがこれは松本の提案であり、"未完"をキーワードに歌詞が書かれた。曲の仮のタイトルは当初GReeeNの用意した「蜜柑」であったが、そこから連想し鈴木の提案で「Ultra Snazzy Blues」となった[1]。
3. Beautiful
  - 作詞・作曲：水野良樹　編曲：本間照光
4. Psychedelic City
  - 作詞・作曲：鈴木雅之　編曲：大坪稔明
5. Magic Hour feat.Billyrrom
  - 作詞 Rin、作曲・編曲：Billyrrom
6. 君は魔法使い
  - 作詞・作曲：つのだ☆ひろ、編曲：大坪稔明
7. ベイビー・レイニー・ブルース
  - 作詞・作曲：石崎ひゅーい、編曲：トオミヨウ
8. Dreams Come True
  - 作詞・作曲：鈴木雅之　編曲：大坪稔明
9. Me and Mrs. Jones (2024 Ver.)
  - 作詞・作曲 Kenneth Gamble・Cary Gilbert・Leon Huff 編曲：Dennis Martin

### Disc 2：Blu-ray 初回生産限定盤のみ
1. 「Me and Mrs. Jones (2024Ver.) 〜Back to 2001 in NY〜」Music Vidio

## 演奏
- 鈴木雅之
  - Vocal
  - Background Vocals (#1.2.4-8)
- 江口信夫：Drums (#1.4.8)
- 下野ヒトシ：Bass (#1.4.6.8)
- 知念輝行：Guitar (#1.4.6.8)
- 大坪稔明
  - Keyboards, All Other Instruments (#1.4.6.8)
  - Piano (#8)
- 二宮孝裕：Trumpet (#1)
- 半田信英：Trombone (#1.6)
- 竹野昌邦
  - Saxophone (#1.6)
  - Flute (#4)
- スパム春日井：Percussion (#1.4)
- 高尾直樹
  - Background Vocals (#1.4.6.8)
  - Chorus Arrangement (#8)
- 露崎春女
  - Background Vocals (#1.4.6.8)
  - Chorus Arrangement (#6)
- 河村智康：Drums (#2)
- 種子田健：Bass (#2)
- 松本孝弘 (B'z)：Guitar, All Other Instruments (#2)
- 小野塚晃：Keyboards, Hammond Organ (#2)
- 上石統、佐久間勲：Trumpet (#2)
- 東條あずさ：Trombone (#2)
- 渡辺ファイヤー：Saxophone (#2)
- 山木秀夫：Drums (#3)
- 安達貴史：Bass (#3)
- 林部直樹：Guitar (#3)
- 本間昭光：Hammond Organ, Keyboards, All Other Instruments (#3)
- 最上峰行：Oboe (#3)
- 吉澤達彦：Trumpet (#3)
- 高井天音：Trombone (#3)
- 竹上良成：Saxophone (#3)
- 坂井“Lambsy”秀彰：Percussion (#3)
- 朝川朋之：Harp (#3)
- 室屋光一郎ストリングス：Strings (#3.4.6.8)
- Shunsuke：Drums (#5)
- Taiseiwatabiki：Bass (#5)
- Rin：Guitar (#5)
- Leno：Keyboards (#5)
- Yuta Hara：DJ (#5)
- Mol：Background Vocals (#5)
- 鈴木正則：Trumpet (#6)
- DAISUKE：Background Vocals (#6)
- 石崎ひゅーい：Guest Vocal (#7)
- 山本タカシ：Guitar (#7)
- 越智俊介：Bass (#7)
- Tomi Yo：Keyboards, All Other Instruments (#7)
- 村上基、中野勇介：Trumpet (#7)
- 鹿討奏：Trombone (#7)
- 武嶋聡：Saxophone (#7)
- 朝倉真司：Percussion (#7)
- Dennis Martin：Keyboards & Programming (#9)
- 山崎哲雄：Synthesizer Operator (#9)
- ElsA Cornish, Rozz Nash, Mark Anthony Jones：Background Vocals  (#9)